# Дипломатически мисии на Екваториална Гвинея
Това е списък на дипломатическите мисии на Екваториална Гвинея по света, не са включени почетните консулства:

## Европа
- Белгия
  - Брюксел (посолство)
- Великобритания
  - Лондон (посолство)
- Германия
  - Берлин (посолство)
- Испания
  - Мадрид (посолство)
  - Лас Палмас де Гран Канария (консулство)
- Русия
  - Москва (посолство)
- Франция
  - Париж (посолство)

## Северна Америка
- Куба
  - Хавана (посолство)
- САЩ
  - Вашингтон (посолство)

## Южна Америка
- Бразилия
  - Бразилия (посолство)

## Африка
- Ангола
  - Луанда (посолство)
- Бенин
  - Котону (консулство)
- Габон
  - Либървил (посолство)
- Гана
  - Акра (консулство)
- Етиопия
  - Адис Абеба (посолство)
- Камерун
  - Яунде (посолство)
  - Дуала (консулство)
- Мароко
  - Рабат (посолство)
- Нигерия
  - Абуджа (посолство)
  - Калабар (консулство)
  - Лагос (консулство)
- ЮАР
  - Претория (посолство)

## Азия
- Китай
  - Пекин (посолство)

## Междудържавни организации
- Адис Абеба - Африкански съюз
- Брюксел - ЕС
- Женева - ООН
- Париж - ЮНЕСКО
- Ню Йорк - ООН